# قمشلو (خنداب)
قمشلو روستایی در دهستان خنداب بخش مرکزی شهرستان خنداب استان مرکزی ایران است.

## جمعیت
بر پایه سرشماری عمومی نفوس و مسکن در سال ۱۳۹۵ جمعیت این روستا ۲۵ نفر (۸خانوار) بوده‌است.